# PGC 66319
LEDA/PGC 66319 ist eine Balken-Spiralgalaxie vom Hubble-Typ SBd im Sternbild Pfau am Südsternhimmel, die schätzungsweise 143 Millionen Lichtjahre von der Milchstraße entfernt ist. 
Gemeinsam mit NGC 7020, IC 5084, IC 5092, IC 5096 und PGC 66376 bildet sie die IC 5096-Gruppe oder LGG 443.